# Ophiomyia orientalis
Ophiomyia orientalis är en tvåvingeart som beskrevs av Cerny 1994. Ophiomyia orientalis ingår i släktet Ophiomyia och familjen minerarflugor.
Artens utbredningsområde är Slovakien. Inga underarter finns listade i Catalogue of Life.